# Machilus chrysotricha
Machilus chrysotricha är en lagerväxtart som beskrevs av Hsi Wen Li. Machilus chrysotricha ingår i släktet Machilus och familjen lagerväxter. Inga underarter finns listade i Catalogue of Life.